# Texto-tipo Alexandrino

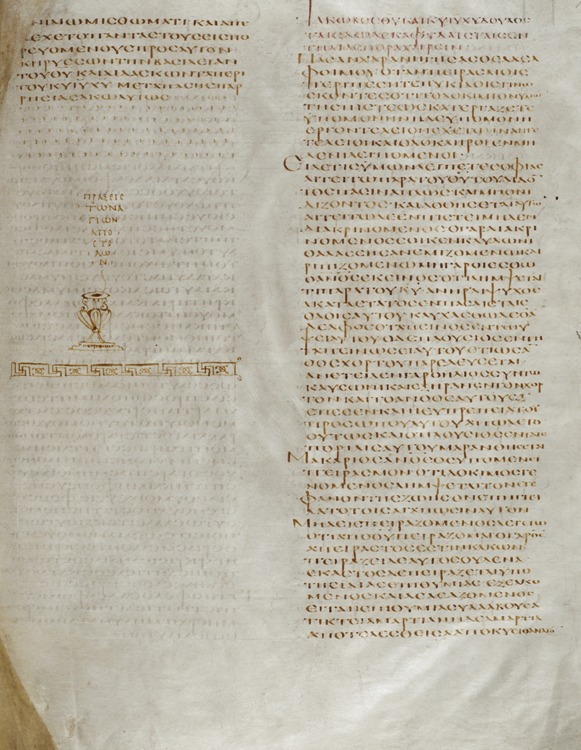
O final do livro de Atos (folio 76r) do Codex Alexandrinus.

O texto-tipo alexandrino (também chamado Neutro ou Egípcio) é a designação dada a vários texto-tipos usados no Novo Testamento e na crítica textual para descrever e classificar a característica textual dos manuscritos da Bíblia.

## Designação inapropriada
Embora a teoria dos tipos de texto ainda prevaleça na prática crítica de texto atual, a análise computadorizada dos manuscritos bíblicos revelam que as relações entre os manuscritos são mais complexas e com delimitações entre famílias textuais menos definidas . Hoje já existe um consenso de que as várias localizações geográficas tradicionalmente atribuídas aos tipos de texto são incorretas e enganosas. Assim, "texto alexandrino" não é o único termo impróprio: os rótulos geográficos dos outros tipos de texto também devem ser considerados com suspeita. Alguns estudiosos preferem se referir aos tipos de texto como "agrupamentos textuais".

## História textual
Os textos chamados tipo textual Alexandrino é a forma do Novo Testamento grego que predomina nos documentos sobreviventes mais antigos, tanto em papiros quanto nos códices unciais, bem como o tipo textual utilizado em manuscritos egípcios copta. Este agrupamento textual emergiu a partir do século II e constitui, junto do chamado Tipo Ocidental, um possível ramo derivado do século III e IV, os grupos mais antigos de textos do Novo Testamento Grego. 
Nos manuscritos posteriores (a partir do século IX), o tipo textual bizantino tornou-se mais comum e permaneceu como o texto padrão da Igreja Ortodoxa Grega e também para a maioria das traduções protestantes da era da Reforma. Em 1721, Richard Bentley esboçou um projeto para criar um texto grego revisado baseado nos chamados textos alexandrinos. Este projeto foi concluído por Karl Lachmann em 1850.  Mais tarde seria publicado um texto baseado no Codex Vaticanus e Codex Sinaiticus em 1881. A maioria das traduções do Novo Testamento, no entanto, agora usa um texto grego eclético que se aproximam dos textos chamados de tipo textual alexandrino.

## Manuscritos do tipo textual Alexandrino
Lista de manuscritos notáveis representado pelo tipo textual alexandrino:
| Sinal                             | Nome                      | Data          | Conteúdo                                   |
| {\displaystyle {\mathfrak {P}}}46 | Chester Beatty II         | ca. 200 d.C   | Epístolas paulinas                         |
| {\displaystyle {\mathfrak {P}}}66 | Bodmer II                 | ca. 200 d.C   | Evangelhos                                 |
| {\displaystyle {\mathfrak {P}}}72 | Bodmer VII/VIII           | século III/IV | I-II Pedro; Judas                          |
| {\displaystyle {\mathfrak {P}}}75 | Bodmer XIV-XV             | século III    | fragmentos de Lucas — João                 |
| ﬡ                                 | Codex Sinaiticus          | 330-360 d.C   | Novo Testamento                            |
| B                                 | Codex Vaticanus           | 325-350 d.C   | Mateus — Hebreus 9:14                      |
| A                                 | Codex Alexandrinus        | ca. 400 d.C   | (exceto Evangelhos)                        |
| C                                 | Codex Ephraemi Rescriptus | século V      | (exceto Evangelhos)                        |
| Q                                 | Codex Guelferbytanus B    | século V      | fragmentos de Lucas — João                 |
| T                                 | Codex Borgianus           | século V      | fragmentos de Lucas — João                 |
| I                                 | Codex Freerianus          | século V      | Epístolas paulinas                         |
| Z                                 | Codex Dublinensis         | século VI     | fragmentos de Mateus                       |
| L                                 | Codex Regius              | século VIII   | Evangelhos                                 |
| W                                 | Codex Washingtoniensis    | século V      | Lucas 1:1–Lucas 8:12; João 5:12–João 21:25 |
| 057                               | Uncial 057                | século IV/V   | Atos 3:5–Atos 6:10–12                      |
| 0220                              | Uncial 0220               | século VI     | Novo Testamento (exceto o Apocalipse)      |
| 33                                | Minúsculo 33              | século IX     | Romanos                                    |
| 81                                | Minúsculo 81              | 1044          | Atos, Epístolas paulinas                   |
| 892                               | Minúsculo 892             | século IX     | Evangelhos                                 |

## Leitura recomendada
- Bruce M. Metzger, Bart D. Ehrman, The Text of the New Testament: Its Transmission, Corruption and Restoration, Oxford University Press, 2005, pp. 277–278.
- Bruce M. Metzger, A Textual Commentary on the Greek New Testament: A Companion Volume to the United Bible Societies' Greek New Testament, 1994, United Bible Societies, London & New York, pp. 5*, 15*.
- Carlo Maria Martini, La Parola di Dio Alle Origini della Chiesa, (Rome: Bibl. Inst. Pr. 1980), pp. 153-180.